# Kim Sung-kyun
Kim Sung-kyun (* 25. Mai 1980 in Daegu, Südkorea) ist ein südkoreanischer Schauspieler.

## Leben
Kim begann seine Karriere als Theaterspieler und debütierte 2008 in dem Stück Room Number 13. Nachdem er seine Karriere erfolgreich geformt und in weiteren Stücken gespielt hatte, feierte er 2012 sein Filmdebüt in Nameless Gangster an der Seite von Ha Jung-woo und Choi Min-sik. Seine nächste große Rolle hatte er in Iut Saram (이웃사람, 2012) als Serienmörder. Für beide Filme erhielt er zahlreiche Preise in der Kategorie Bester Neuer Darsteller. Von da an erhielt er sehr viele Rollenangebote und erweiterte sein Portfolio um Fernsehserien. Seine erste Hauptrolle hatte er in dem Film We Are Brothers (우리는 형제입니다, 2014) unter Regie von Jang Jin.

## Filmografie (Auswahl)

### Filme
- 2012: Nameless Gangster (범죄와의 전쟁: 나쁜놈들 전성시대 Beomjoewa-ui Jeonjaeng: Nappeunnom-deul Jeonseong Sidea)
- 2012: The Neighbor (이웃사람 Iut Saram)
- 2013: Man on the Edge
- 2013: South Bound (남쪽으로 튀어)
- 2013: Secretly, Greatly (은밀하게 위대하게)
- 2013: Hwayi: A Monster Boy (화이: 괴물을 삼킨 아이)
- 2013: Fasten Your Seatbelt (롤러코스터)
- 2013: The Suspect (용의자 Yonguija)
- 2014: Kundo – Pakt der Gesetzlosen (군도: 민란의 시대)
- 2014: We Are Brothers (우리는 형제입니다 Uri-neun Hyeongje-imnida)
- 2015: Chronicle of a Blood Merchant (허삼관 Heo Samgwan)
- 2015: The Deal (살인의뢰)
- 2015: The Chosen: Forbidden Cave (퇴마: 무녀굴 Toema: Munyeogul)
- 2016: Phantom Detective (탐정 홍길동: 사라진 마을)
- 2017: The Prison (프리즌)
- 2017: The Sheriff in Town (보안관 Boangwan)
- 2017: The Poet and the Boy (시인의 사랑 Sin-ui Sarang)
- 2017: The Preparation (채비 Chaebi)
- 2017: Wretches (괴물들 Goemul-deul)
- 2018: Golden Slumber (골든 슬럼버)
- 2018: Fengshui (명당 Myeongdang)
- 2018: The Witness (목격자 Mokgyeokja)

### Fernsehserien
- 2013: I Can Hear Your Voice (가)
- 2013: Reply 1994 (응답하라 1994)
- 2014: Cunning Single Lady (앙큼한 돌싱녀)
- 2015: Reply 1988 (응답하라 1988)
- 2016: Moon Lovers: Scarlet Heart Ryeo (달의 연인 - 보보경심 려)
- 2016: Entourage (안투라지)
- 2017: Untouchable (언터처블)
- 2022: Grid (그리드)
- 2023: Moving (무빙)
- 2025: Karma (악연)
- 2025: Nine Puzzles (나인 퍼즐)

## Auszeichnungen
Baeksang Arts Awards
- 2012 in der Kategorie Bester Neuer Darsteller für Nameless Gangster

Buil Film Awards
- 2012 in der Kategorie Bester Neuer Darsteller für Nameless Gangster

Korean Culture and Entertainment Awards
- 2012 in der Kategorie Bester Neuer Darsteller für Nameless Gangster

Daejong-Filmpreis
- 2012 in der Kategorie Bester Neuer Darsteller für The Neighbour

Korean Association of Film Critics Awards
- 2012 in der Kategorie Bester Neuer Darsteller für The Neighbour

Busan Film Critics Awards
- 2012 in der Kategorie Bester Neuer Darsteller für The Neighbour

Korea Drama Awards
- 2014 in der Kategorie Bestes Fernsehpaar mit Min Do-hee für Reply 1994